# Résolution 505 de l'Assemblée générale des Nations unies
La résolution 505 de l'Assemblée générale des Nations unies est intitulée Menaces contre l'indépendance politique et l'intégrité territoriale de la Chine et contre la paix en Extrême-Orient, résultant de violations soviétiques du Traité d'amitié et d'alliance sino-soviétique du 14 août 1945 et de violations de la Charte des Nations Unies. 
L'Assemblée générale des Nations unies adopte cette résolution le 1er février 1952 lors de sa sixième session à la suite de la plainte de la république de Chine contre l'Union soviétique.

## Contexte historique
L'empire du Japon envahit la Mandchourie (partie nord-est de l'ancien Empire qing, ne faisant pas partie de la Chine historique, occupée par les Chinois en 1922) en 1931 et établit le Mandchoukouo en 1932. La république de Chine proteste contre l'invasion japonaise, la Société des Nations vote (seul le Japon a vote contre) pour adopter le rapport Lytton pour exiger que la Mandchourie soit rendue à la Chine, mais le Japon refuse de se conformer et quitte l'organisation. La Chine ne reconnaît pas le Mandchoukouo et ne récupère pas la Mandchourie.
Pendant la Seconde Guerre mondiale , une condition préalable soviétique à une déclaration de guerre contre le Japon est une reconnaissance américaine de l'indépendance de la Mongolie vis-à-vis de la Chine et une reconnaissance des intérêts soviétiques dans les chemins de fer de Mandchourie et à Port Arthur; ceux-ci sont convenus sans représentation ou consentement chinois. La menace soviétique de s'emparer de certaines parties de la Mongolie-Intérieure incite la Chine à reconnaître l'indépendance de la Mongolie-Extérieure, à condition qu'un référendum soit organisé. Le référendum a lieu le 20 octobre 1945, avec (selon les chiffres officiels) 100% de l'électorat votant pour l'indépendance. Conformément à la déclaration finale de la conférence de Yalta, et pour recevoir la partie sud de Sakhaline et les îles Kouriles après la défaite du Japon, l'Union soviétique lance immédiatement les combats contre le Japon. Plus tard, l'URSS et la république de Chine signent le Traité d'amitié et d'alliance sino-soviétique le 14 août 1945. Cependant, le gouvernement de la république de Chine estime que l'Union soviétique viole le traité parce car le pays entrave les efforts de la Chine pour rétablir l'autorité nationale en Mandchourie, et aide le Parti communiste chinois en lui donnant des armes remises par l'armée impériale japonaise. De plus, l'Union soviétique confie le contrôle territorial au Parti communiste chinois dans cette région.
En 1949, le Parti communiste chinois remporte la guerre civile chinoise , entraînant la création de la république populaire de Chine le 1er octobre 1949. Le gouvernement du Kuomintang de la république de Chine est contraint de se retirer à Taïwan, récupéré du Japon en 1945, où il continue à se maintenir comme le seul gouvernement légitime de toute la Chine, et déclare le gouvernement communiste illégitime. Avec le soutien du bloc occidental au milieu de la guerre froide, la république de Chine peut conserver le siège de la Chine aux Nations unies malgré la perte de tant de territoire au profit des communistes. La Mongolie et la république populaire de Chine naissantes confirment leur reconnaissance mutuelle le 6 octobre 1949.

## Vote
Le 1er février 1952, la république de Chine dépose une plainte auprès des Nations unies contre l'Union soviétique. Le pays reproche à l'URSS d'avoir aidé les communistes pendant la guerre civile. L'Assemblée générale des Nations unies adopte la résolution 505 pour condamner l'Union soviétique, avec 25 pays soutenant la résolution, neuf contre, 24 s'abstenant et deux ne votant pas.

## Développements ultérieurs
Le 23 février 1953, le Yuan législatif de la république de Chine abolit le traité d'amitié et d'alliance sino-soviétique et révoque sa reconnaissance de l'indépendance de la République populaire mongole. La république de Chine considère la résolution 505 comme une victoire diplomatique, même si l'espoir de récupérer les territoires de la Chine continentale et de la Mongolie-Extérieure s'estompe de plus en plus au fil du temps. La république de Chine oppose son veto à la candidature mongole à l'adhésion à l'ONU en 1955, mais la pression du bloc soviétique, des États du tiers monde et des États non alignés force finalement la république de Chine à cesser de bloquer la Mongolie qui rejoint l'ONU en 1961. En échange, le siège de la république de Chine est maintenu par vote à l'Assemblée générale de la même année.
Le 21 mai 2012, le Conseil des affaires continentales publie un communiqué de presse indiquant que la Mongolie-Extérieure ne fait pas partie de la république de Chine, tandis que la Cour constitutionnelle de la république de Chine (concernant l'interprétation de la constitution de la république de Chine) et la Commission des affaires mongoles et tibétaines de la république de Chine restent neutres sur la question mongole. Le ministère taïwanais des Affaires étrangères ouvre un bureau de représentation en Mongolie en 2002, avec réciprocité de la Mongolie à Taïwan en 2003.